# Shubhakarasimha
Śubhakarasimha，637－735, célèbre moine bouddhiste indien, un des trois grands maîtres tantriques de l'ère Kaiyuan de la dynastie des Tang, fondateurs de l'école tantrique (Zhēnyán zōng 真言宗) en Chine. Son nom signifie le Lion purificateur, en chinois Jìngshīzi 净狮子, mais le nom Shànwúwèi 善无畏 est très connu. Il transmit essentiellement les rites des mandalas du garbhadhātu.

## Vie en Inde
Originaire de l'Inde centrale, de caste kṣatriya, Śubhakarasimha hérita le trône du royaume Odra à l'âge de treize ans, ses frères se révoltèrent afin de lui arracher le pouvoir, il les vainquit, mais leur pardonna et céda ensuite le trône à son frère aîné pour entrer dans l'ordre bouddhique. 
Il alla au bord de la mer dans le sud de l'Inde, étudier dans un monastère la méditation du lotus de la bonne loi (saddharmapuṇḍarīka samādhi), puis pratiqua le jhāna et étudia beaucoup de soutras et traités en Inde centrale. Dans la prestigieuse université de Nālandā, il apprit le tantrisme auprès du vénérable Dharmagupta duquel il reçut l'onction. Ayant terminé brillamment ses études et reçu le titre de maître connaisseur du Tripitaka, il fit un périple de vénération aux lieux sacrés bouddhiques indiens en transmettant le dharma et vainquant des dissidents d'écoles non bouddhistes, puis à la demande de son maître Dharmagupta, il prépara un long voyage vers la Chine. 

## Vie en Chine
Il arriva en Chine par voie terrestre en passant par le Tibet, le général Shixian (史宪) sous l'ordre de l'empereur Ruizong l'accueillit à l'extérieur de la passe nommée Porte du Jade. En 714 il atteignit la capitale chinoise Chang'an avec beaucoup de soutras à l'âge de 80 ans. Il reçut l'accueil très honorable de l'empereur Xuanzong et fut vénéré comme Maître national. Il traduisit des soutras en chinois et enseigna des disciples successivement dans l'Institut méridional du Bonheur grandissant (Xingfu nanyuan 兴福南院), l'Institut du Bodhi (Puti yuan 菩提院) et le grand Monastère de la Bienveillance sacrée etc. Un de ses élèves fut le jeune Hyecho, connu essentiellement pour le compte-rendu de son pèlerinage en Inde.
En 724 il demanda à rentrer dans son pays d'origine, mais l'empereur Xuanzong voulut qu'il restât avec lui en Chine. En 735 il s'éteignit dans le grand Monastère de la Bienveillance sacrée à Luoyang à l'âge de 99 ans, avec 80 ans de vie monastique derrière lui, le titre du Grand dignitaire Honglu (鸿胪卿) lui fut octroyé. En 740 ses reliques furent installés au Monastère Guanghua (广化寺) situé dans la montagne ouest de la Porte du Dragon (龙门西山). 

## Yixing
Selon Robert Sharf , le maître Chan Yi Xing (Ch .一行 禅師) était le plus éminent de ses étudiants . Yixing appartenait à l'école nord du bouddhisme Chán, mais cela n'a pas été vu par la culture bouddhiste chinoise de l'époque comme étant fondamentalement différent des enseignements ésotériques de Shubhakarasimha. Au tournant du VIIIe siècle, l' école du Nord était connu pour ses pratiques ésotériques de dharanis et mantras.

## Dans le bouddhisme Shingon
Shubhakarasimha fut le premier patriarche des enseignements du bouddhisme Shingon en Chine . Après Shubhakarasimha , la lignée passe par son élève Chán Maître Yixing , puis Huiguo , et enfin Kūkai ( [ [ langue japonaise | Jp ] ] .空 海) (Ch惠 果. ) , Qui a apporté les enseignements de Shubhakarasimha et sa traduction du Mahavairocana Abhisaṃbodhi Tantra au Japon 